# Pryslip (Połonina Borżawska)
Pryslip albo Prysłop (ukr. Присліп albo Прислоп) – przełęcz w Karpatach ukraińskich, w masywie Połoniny Borżawskiej. Położona między wsiami Tiuszka i Łysyczowo, w rejonie chuściańskim obwodu zakarpackiego.
Wysokość przełęczy to 937,6 m. Przełęcz jest dostępna pieszo, położona na siodłowatym obniżeniu głównego grzbietu Połoniny Borżawskiej. Z przełęczy idą ścieżki w kilka kierunków; przez nią wiedzie popularny szlak pieszy „Szczytami Połoniny Borżawskiej”. 
W Karpatach jest kilka przełęczy o podobnej nazwie, wśród nich Pryslip, Peresłop i inne.